# Brimbank City
Koordinaten: 37° 47′ S, 144° 50′ O

Brimbank City ist ein lokales Verwaltungsgebiet (LGA) im australischen Bundesstaat Victoria. Brimbank gehört zur Metropole Melbourne, der Hauptstadt Victorias. Das Gebiet ist 123 km² groß und hat etwa 194.000 Einwohner und ist damit die zweitgrößte City der Stadt.
Brimbank liegt 10 bis 20 km westlich des Stadtzentrums von Melbourne und enthält 25 Stadtteile: Albanvale, Albion, Ardeer, Cairnlea, Calder Park, Deer Park, Delahey, Derrimut, Kealba, Keilor, Keilor Downs, Keilor Lodge, Keilor North, Keilor Park, Kings Park, St Albans, Sunshine, Sunshine North, Sunshine West, Sydenham, Taylors Lakes und Teile von Brooklyn, Hillside, Keilor East und Tullamarine. Der Sitz des City Councils befindet sich in Sunshine im Südosten der LGA.
55 % der Einwohner von Brimbank sind aus dem Ausland zugezogen. In dem Stadtbereich liegt eines der größten Industriegebiete Melbournes, die chemische Industrie ist hier stark vertreten. Wichtige Einrichtungen sind das Sunshine Hospital und die Fakultät St Albans der Victoria University.

## Verwaltung
Der Brimbank City Council hat elf Mitglieder, die von den Bewohnern der vier Wards gewählt werden (Grasslands, Harvester und Taylors Ward je drei, Horseshoe Bend zwei Councillor). Diese vier Bezirke sind unabhängig von den Stadtteilen festgelegt. Aus dem Kreis der Councillor rekrutiert sich auch der Mayor (Bürgermeister) des Councils.